# الحرشية (أولاد خيرون)
الحرشية هو دُوَّار يقع بجماعة زومي، إقليم وزان، جهة طنجة تطوان الحسيمة في المملكة المغربية. ينتمي الدوّار لمشيخة أولاد خيرون التي تضم 13 دوار. يقدر عدد سكانه بـ 447 نسمة حسب الإحصاء الرسمي للسكان والسكنى لسنة 2004.

## روابط خارجية
- البوابة الوطنية للجماعات الترابية
- المندوبية السامية للتخطيط